# Bhabha-Streuung
Die Bhabha-Streuung, benannt nach dem indischen Physiker Homi J. Bhabha, ist ein quantenelektrodynamischer Streuprozess zwischen einem Teilchen und seinem Antiteilchen, beispielsweise zwischen Elektron und Positron. Für die Formeln wird das natürliche Einheitensystem für die Teilchenphysik verwendet.

## Streuprozess

### Definition
Der Streuprozess der Bhabha-Streuung lässt sich durch die Gleichung
{\displaystyle e^{+}+e^{-}\rightarrow e^{+}+e^{-}}
beschreiben. Dabei wird ein virtuelles Photon als Austauschteilchen der elektromagnetischen Wechselwirkung erzeugt und vernichtet. Die quantenelektrodynamischen Streuprozesse können anschaulich durch Feynman-Diagramme dargestellt werden, die sich in stringente mathematische Ausdrücke für Wirkungsquerschnitte übertragen lassen. Da virtuelle Teilchen nicht beobachtet werden können, müssen alle verbundenen Feynman-Diagramme mit einem ein- und ausgehenden Elektron-Positron-Paar betrachtet werden.
|  |  |

Das linke Diagramm beschreibt dabei einen klassischen elektrodynamischen Streuprozess, bei dem Elektron und Positron über eine Fernwirkung der elektromagnetischen Wechselwirkung unterliegen; das rechte einen Prozess, welcher nur durch Erzeugung und Vernichtung von Teilchen in den Quantenfeldtheorien erklärt werden kann. In Anlehnung an die Mandelstam-Variablen wird der linke Prozess t-Kanal, der rechte s-Kanal genannt.

### Matrixelemente
Das Matrixelement {\displaystyle {\mathcal {M}}} der Bhabha-Streuung besteht aufgrund der Fermi-Dirac-Statistik aus der Differenz der Matrixelemente der einzelnen Streuprozesse. Bezeichnen {\displaystyle k\;(k')} die Viererimpulse des ein- bzw. ausgehenden Positrons und {\displaystyle p\;(p')} die des Elektrons, {\displaystyle \gamma } die Dirac-Matrizen und {\displaystyle u} sowie {\displaystyle v} die Dirac-Spinoren für Teilchen bzw. Antiteilchen. Ein Querstrich über einem Spinor steht für die Dirac-Adjungierte {\displaystyle ({\bar {u}},{\bar {v}})=(u^{\dagger }\gamma ^{0},v^{\dagger }\gamma ^{0})} und {\displaystyle e} ist die Elementarladung.
Dann gilt nach den Feynman-Regeln der Quantenelektrodynamik:
{\displaystyle {\mathcal {M}}_{s}={\bar {v}}(k)\mathrm {i} e\gamma ^{\mu }u(p){\frac {\mathrm {i} g_{\mu \nu }}{(k+p)^{2}}}{\bar {u}}(p')\mathrm {i} e\gamma ^{\nu }v(k')}
{\displaystyle {\mathcal {M}}_{t}={\bar {v}}(k)\mathrm {i} e\gamma ^{\rho }v(k'){\frac {\mathrm {i} g_{\rho \sigma }}{(k'-k)^{2}}}{\bar {u}}(p')\mathrm {i} e\gamma ^{\sigma }u(p)}
In den Nennern treten dabei die Lorentz-invarianten Mandelstam-Variablen {\displaystyle s=(p+k)^{2}} und {\displaystyle t=(k'-k)^{2}} auf, welche namensgebend für die entsprechenden Kanäle sind. Das gesamte Matrixelement ist daher:
{\displaystyle i{\mathcal {M}}={\frac {e^{2}}{s}}{\bar {v}}(k)\gamma ^{\mu }u(p){\bar {u}}(p')\gamma _{\mu }v(k')-{\frac {e^{2}}{t}}{\bar {v}}(k)\gamma ^{\rho }v(k'){\bar {u}}(p')\gamma _{\rho }u(p)}
Für die Umwandlung des Matrixelements in einen Wirkungsquerschnitt benötigt man dessen Betragsquadrat. Da im Regelfall die Spineinstellungen des Elektron-Positron-Paars vor dem Streuprozess nicht bekannt sind und die Einstellungen nach dem Prozess irrelevant sind, tritt im Wirkungsquerschnitt das Spin-gemittelte quadrierte Matrixelement {\displaystyle {\overline {|{\mathcal {M}}|^{2}}}} auf, welches sich mithilfe Casimirs Trick stark vereinfachen lässt:
{\displaystyle {\overline {|{\mathcal {M}}|^{2}}}=16e^{4}\left({\frac {(pk')^{2}+(pk)^{2}-2m^{2}(kk')+2m^{4}}{(k-k')^{4}}}+{\frac {(pk')^{2}+(kk')^{2}+2m^{2}(pk)+2m^{4}}{(p+k)^{4}}}+2{\frac {(pk')^{2}+8m^{2}((pk)+(kk')-(pk'))+8m^{4}}{(p+k)^{2}(k-k')^{2}}}\right)}.
Der erste Term beschreibt die Wechselwirkung über den t-Kanal, der zweite die über den s-Kanal und der dritte ist der Interferenzterm aus der Quadrierung.

### Unterschied zur Møller-Streuung
Im Gegensatz zur Møller-Streuung, die die Elektron-Elektron-Streuung beschreibt, sind die beteiligten Objekte der Bhabha-Streuung unterscheidbar. Dies führt dazu, dass kein u-Kanal-Prozess aus der Vertauschung der beiden Streupartner im Vergleich zum t-Kanal auftritt. Hingegen sind Elektron und Positron ihre jeweiligen Antiteilchen, sodass der s-Kanal-Prozess als Annihilations-Paarerzeugungs-Prozess stattfinden kann.

## Wirkungsquerschnitt

### Differentieller Wirkungsquerschnitt
Im Gegensatz zum Lorentz-invarianten Matrixelement ist der differentielle Wirkungsquerschnitt {\displaystyle \mathrm {d} \sigma /\mathrm {d} \Omega } bezugssystemabhängig, da das Raumwinkelelement {\displaystyle \mathrm {d} \Omega =\mathrm {d} \cos \theta \mathrm {d} \phi } vom gewählten Bezugssystem abhängt. Es bietet sich an, alle Rechnungen im Schwerpunktsystem durchzuführen und dann, wenn benötigt, einer Lorentz-Transformation in ein beliebiges anderes, zum Beispiel das Laborsystem, zu unterwerfen.
Im Schwerpunktsystem gilt:
{\displaystyle {\frac {\mathrm {d} \sigma }{\mathrm {d} \Omega }}_{\text{CMS}}={\frac {1}{64\pi ^{2}s}}{\overline {|{\mathcal {M}}|^{2}}}}

### Hochenergetischer Grenzfall
Der hochenergetische (relativistische) Grenzfall ist dadurch definiert, dass die Schwerpunktsenergie {\displaystyle {\sqrt {s}}} groß gegenüber der Elektronenmasse ist. Dadurch vereinfacht sich das Matrixelement zu
{\displaystyle {\overline {|{\mathcal {M}}|^{2}}}=2e^{4}\left({\frac {s^{2}+u^{2}}{t^{2}}}+{\frac {t^{2}+u^{2}}{s^{2}}}+{\frac {2u^{2}}{st}}\right)},
wenn die kinematischen Variablen {\displaystyle p,k,k'} durch die Mandelstam-Variablen {\displaystyle s,t,u} ausgedrückt werden. Dabei ist {\displaystyle u=4m^{2}-s-t} die dritte, nicht von {\displaystyle s} und {\displaystyle t} unabhängige Mandelstam-Variable. In dieser Darstellung ist die Crossing-Symmetrie zwischen s- und t-Kanal ersichtlich, da alle vorkommenden Größen symmetrisch in diesen beiden Variablen sind (dies ist jedoch bereits ungenähert der Fall).
Der differentielle Wirkungsquerschnitt lautet also
{\displaystyle {\frac {\mathrm {d} \sigma }{\mathrm {d} \Omega }}_{\text{CMS}}={\frac {e^{4}}{32\pi ^{2}s}}\left({\frac {s^{2}+u^{2}}{t^{2}}}+{\frac {t^{2}+u^{2}}{s^{2}}}+{\frac {2u^{2}}{st}}\right)}.
Drückt man zusätzlich die Mandelstam-Variablen durch die Energie {\displaystyle E} der Streupartner, den eingeschlossenen Streuwinkel {\displaystyle \theta } und die Feinstrukturkonstante {\displaystyle \alpha ={\frac {e^{2}}{4\pi }}} aus, so ergibt sich für den differentiellen Wirkungsquerschnitt:
{\displaystyle {\frac {\mathrm {d} \sigma }{\mathrm {d} \Omega }}_{\text{CMS}}={\frac {\alpha ^{2}}{16E^{2}}}\left({\frac {1}{\sin ^{4}(\theta /2)}}+{\frac {\cos ^{4}(\theta /2)}{\sin ^{4}(\theta /2)}}-2{\frac {\cos ^{4}(\theta /2)}{\sin ^{2}(\theta /2)}}+{\frac {1+\cos ^{2}(\theta )}{2}}\right)}
Durch diese Zerlegung wird die Struktur der Streuung sichtbar, da der erste Summand die klassische Erwartung durch die Rutherford-Streuung zweier geladener Teilchen angibt und der zweite die quantenelektrodynamische und Spin-Korrektur darstellt.